# Caio Fufício Fango
Caio Fufício Fango (em latim: Gaius Fuficius Fango ou Phango; m. 40 a.C.) foi um político e general romano do século I a.C.. Originalmente um soldado comum, provavelmente de origem africana, Fango foi admitido (adlectio) no Senado Romano por Júlio César.

## Carreira
Quando, em 40 a.C., Otaviano anexou a Numídia ("África Nova") e parte da África como seu quinhão entre as províncias triunvirais, ele nomeou Fango como prefeito da África. Contudo, seu título conflitava, na Numídia, com o de Tito Sêxtio, o prefeito de Marco Antônio. Um conflito se seguiu e, depois de vitórias e derrotas mútuas, Fango foi expulso para as colinas que formavam a fronteira noroeste da província. Lá, depois de confundir um estouro de uma manada de búfalos selvagens com um ataque surpresa noturno da cavalaria númida, Fango se matou.
Nas cartas de Cícero a Ático, "Frangones" é provavelmente um erro para "Fangones" e é uma referência a Fango e sua família.